# درس خصوصي (مسلسل)
درس خصوصي، مسلسل كويتي، أُنتج في عام 1981، وهو من بطولة عبد الحسين عبد الرضا وسعاد عبد الله وحياة الفهد ومريم الصالح وإبراهيم الصلال وكاظم القلاف وإخراج حسين الصالح.

## قصة المسلسل
تدور أحداث المسلسل في قالب اجتماعي كوميدي جميل حول فتاه بسيطه تعمل سكرتيره في شركه تقع في حب المهندس الذي يعمل في الشركة ولكن لا يعيرها أي اهتمام فتتدخل اختها بالقيام بكميه من الخطط حتى يقع في حبها ونجحت في ذلك ويتزوجان وبعدها تبدأ الكثير من المشاكل قدموها بكثير من الكوميديا.

## الممثلون
- عبد الحسين عبد الرضا: بدور نوح شعيب (أبو كنعان، زوج سعاد)
- سعاد عبد الله: بدور سعاد (زوجة نوح)
- حياة الفهد: بدور خزنة (ابنه خال نوح)
- مريم الصالح: بدور مريم (الأخت الكبرى لسعاد)
- إبراهيم الصلال: بدور عبد الغني شربت (والد مريم وسعاد)
- كاظم القلاف: حمد أبو خمّاس (زوج مريم)
- محمد حسن الدهلاوي: بدور علوان (زوج سعاد الثاني)
- محمد جابر: بدور أحمد (صديق نوح)
- داوود حسين: بدور المترجم
- أمينة القفاص: بدور أم حمد أبو خماس
- حمد ناصر: بدور فرحان الإزرق (زوج خزنه)
- جاسم الصالح: بدور بوحمد خماس